# والدمار کورچ
والدمار کورچ (لهستانی: Waldemar Korcz؛ زادهٔ ۱۹ ژانویهٔ ۱۹۴۹) وزنه‌بردار اهل لهستان بود.